# Phtaléine
 (signalé en mai 2025).
Si vous disposez d'ouvrages ou d'articles de référence ou si vous connaissez des sites web de qualité traitant du thème abordé ici, merci de compléter l'article en donnant les références utiles à sa vérifiabilité et en les liant à la section « Notes et références ».
- Archive Wikiwix
- Bing
- Cairn
- DuckDuckGo
- E. Universalis
- Gallica
- Google
- G. Books
- G. News
- G. Scholar
- Persée
- Qwant
- (zh) Baidu
- (ru) Yandex
- (wd) trouver des œuvres sur Wikidata

La phénolphtaléine à pH entre 0 et 8,2.

Les phtaléines forment une famille de composés chimiques. Leur structure de base est celle du triphénylméthane et elles possèdent un cycle lactone : R-CO-O-R' entre le carbone central et le carbone en ortho d'un des trois cycles benzéniques.
Beaucoup de phtaléines possèdent la particularité d'être colorées, voire de changer de couleur en fonction du pH. Ces caractéristiques leur permettent d'être utilisées comme colorant ou comme indicateur de pH.
Les deux composés les plus connus de cette famille sont la phénolphtaléine et la thymolphtaléine.